# Evangelische Kirche (Ehrstädt)

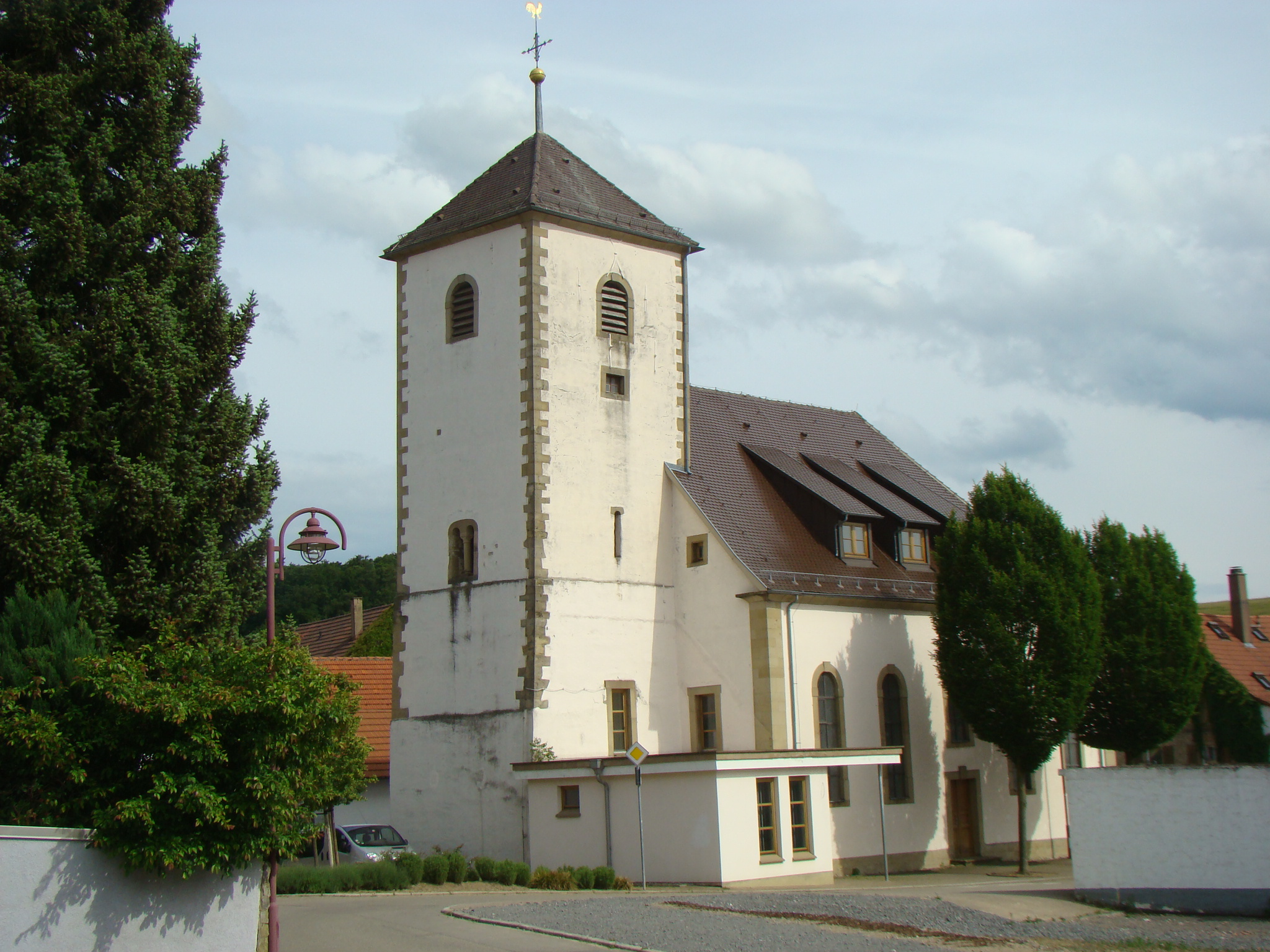
Evangelische Kirche in Ehrstädt

Die Evangelische Kirche in Ehrstädt, einem Stadtteil der Großen Kreisstadt Sinsheim im Rhein-Neckar-Kreis im nördlichen Baden-Württemberg, weist am Kirchturm noch romanische Doppelfenster aus dem 12. Jahrhundert und im Langhaus mit dem gotischen Maßwerkfenster im Osten Bestandteile aus dem 14. Jahrhundert auf. Das Kirchenschiff wurde 1793 erneuert und 1894 saniert.

## Geschichte
Eine erste Kirche in Ehrstädt bestand vermutlich schon unmittelbar nach der Gründung des Ortes. Um die Kirche herum befand sich auch der ursprüngliche Begräbnisort in Ehrstädt. Spätestens bis zum hohen Mittelalter war die anfängliche Holzkirche zu einer wehrhaften Steinkirche ausgebaut, wovon heute noch die Schießscharten im Turmsockel aus jener Zeit künden. Vermutlich war die Kirche auch ummauert und befanden sich innerhalb der Ummauerung Gaden, in denen die im Verteidigungsfall Schutz suchende Bevölkerung ihre Habe unterbringen konnte.
Im ersten Drittel des 16. Jahrhunderts wurde Ehrstädt durch die Herren von Gemmingen reformiert, die damals die Ortsherrschaft innehatten. Im späten 16. Jahrhundert kam Ehrstädt an die Herren von Degenfeld, die das außerhalb des Ortes gelegene Schloss Neuhaus erneuerten und dort 1602 auch eine eigene Schlosskirche errichteten, in der ihre Angehörigen bestattet wurden und die vom Ortsgeistlichen mitversorgt wurde.
Im 18. Jahrhundert waren die verschiedenen Zweige der Herren von Degenfeld zeitweilig sehr zerstritten, was sich auch auf die kirchliche Entwicklung auswirkte. Lange wurde untereinander wie auch mit der Gemeinde über die Baulast der Kirche gestritten. Uneinigkeit herrschte auch über das Patronatsrecht und die Besoldung des Pfarrers. Durch die langen Streitigkeiten kam die Kirche in Verfall. 1784 ließen die Degenfeldschen Kondominatsherren das baufällige Langhaus der Kirche abreißen. Wegen weiterer Streitigkeiten und einigen von Hunger, Naturkatastrophen und Seuchen geprägten Jahren verzögerte sich der Neubau bis 1793. Dabei wurde der Baugrund erhöht, nachdem die alte Kirche zu tief gelegen und immer wieder anfällig für Feuchtigkeitsschäden war. Weil man den alten Turmchor weiter nutzte, wirkt der Triumphbogen zum Chor aufgrund der Bodenerhöhung heute sehr niedrig. Das alte Kreuzgewölbe des Turms wurde durch den Einbau von Zwischendecken zerstört. Dem Abriss und Umbau des Langhauses fielen auch alle in der alten Kirche aufgestellten Grabdenkmale der früheren Ortsherren zum Opfer. Aufgrund des Mangels an Steinbrüchen auf Ehrstädter Gemarkung hat man die großen steinernen Grabplatten vermutlich als willkommene Bodenplatten für das neue Langhaus umgenutzt. Wegen des nach der Neunivellierung sehr tief in der Erde steckenden Turmsockels hat man den Turm 1793 auch erhöht.
Bereits 1815 gab es wieder Klagen über den baulichen Zustand von Kirche, Pfarrhaus, Friedhof und Schulhaus. Zwar war die Frage der Baulast in den vorhergegangenen Streitigkeiten zu Ungunsten der Grundherrschaft entschieden worden, doch die Freiherren von Degenfeld versuchten nun erneut auf dem Klageweg, ihren den baulichen Verpflichtungen zu entkommen. Wieder zog sich eine Entscheidung über Jahre. Das Großherzogliche Hofgericht in Mannheim urteilte schließlich 1819, dass die Grundherren unverzüglich die nötigen Reparaturen vorzunehmen hätten. Im Zuge der Ablösung der grundherrlichen Rechte kam die Baulast in der Mitte des 19. Jahrhunderts dann an die Kirchengemeinde.

## Orgel
In dem im Jahr 1793 fertiggestellten neuen Kirchenschiff wurde im gleichen Jahr durch den Orgelbauer Johann Heinrich Dickel (dem Großvater von Peter Dickel) eine Orgel errichtet. Dazu übernahm er das Gehäuse mit Prospekt, die Windlade und die Klaviatur der Orgel, die Johann Michael Schmahl (dem Vater von Georg Friedrich Schmahl) bereits 1697 für die reformierte Kirche zu Mosbach erbaut hatte. Die Aufstellung kostete 400 fl., sie verfügte über 10 Register auf einem Manual und Pedal, wobei zwei Register im Manual und eines im Pedal noch nicht eingebaut wurden. Der Orgelbauer Louis Voit reparierte diese Orgel 1845, für das Jahr 1866 ist ein Stimmvertrag mit K. J. Hoffmann belegt.
Die Orgelbaufirma G. F. Steinmeyer, Oettingen, errichtete im Jahr 1909 ein zweimanualiges Instrument mit 12 klingenden Registern auf pneumatisch gesteuerten Kegelladen.
Im Jahr 1984 erfolgte ein weiterer Neubau durch dieselbe Firma, die Orgel verfügt seitdem über zehn Register auf einem Manual und Pedal. Zwei Register wurden aus dem Werk von 1909 übernommen, dabei wurde auch das Gehäuse farblich neu gefasst.
Beide Orgelneubauten verwendeten jeweils das historische Schmahl-Gehäuse wieder, somit befindet sich in der Kirche einer der ältesten Prospekte der Region.

## Glocken
Über den historischen Glockenbestand in Ehrstädt bis in das frühe 20. Jahrhundert gibt es nur fragmentarische und widersprüchliche Angaben. Im Ersten Weltkrieg wurde eine 142 kg schwere Bronzeglocke zu Rüstungszwecken abgeliefert. Zurück blieb eine größere, 1850 bei Barthels und Mappes in Frankfurt am Main gegossene Bronzeglocke, die ein Umguss einer „Großen Glocke“ war. Dazu im Widerspruch steht eine Meldung des Dekanats Neckarbischofsheim an den Evangelischen Oberkirchenrat in Karlsruhe von 1917, in der die Ehrstädter Glocken als „eisern“ bezeichnet werden und man deswegen von einer Ablieferung absehen würde.
1923 stifteten die Bürgerschaft und die Töchter des Freiherrn August von Degenfeld und seiner Frau Anna von Degenfeld, Hertha von Gemmingen und Ruth Thumb von Neuburg, jeweils eine neue Bronzeglocke. Beide Glocken wurden bei der Glockengießerei Bachert in Karlsruhe gegossen. Die größere hat den Schlagton c‘‘, einen Durchmesser von 75 cm und ein Gewicht von 235 kg. Ihre Inschrift lautet ÜBER DER HEIMAT LIEGT NOT UND LEID, HERR LASS MICH KÜNDEN BESSERE ZEIT. GEGOSSEN I. J. 1923 VON GEBR. BACHERT KARLSRUHE I. B., weiterhin sind die Namen diverser Spender nach dem Guss eingraviert worden, darunter auch die Mennoniten H. Funk und Ch. Glück sowie die Neutäuferfamilie Bär vom Eulenhof. Die kleinere Glocke hat den Schlagton es‘‘, einen Durchmesser von 62,9 cm und ein Gewicht von 131 kg. Ihre Inschrift nennt die Namen der Stifterinnen und ihrer Eltern, das Gussjahr und die Gießerei, außerdem die Floskeln HERR MACH UNS FREI sowie EX DURIS GLORIA am Stifterwappen.
Im Zweiten Weltkrieg musste die älteste Glocke von 1850 abgeliefert werden. Als Ersatz kam die 1956 bei Bachert in Bad Friedrichshall-Kochendorf gegossene Gefallenen- und Vaterunserglocke. Sie hat den Schlagton b‘, einen Durchmesser von 86 cm und ein Gewicht von 345 kg. Ihre Inschrift lautet O LAND, LAND, LAND, HOERE DES HERRN WORT.